# Jean-Pierre Muller (esgrimidor)
Jean-Pierre Muller (Colmar, 29 de agosto de 1924-Colmar, 1 de julio de 2008) fue un deportista francés que compitió en esgrima, especialista en la modalidad de espada. Ganó dos medallas en el Campeonato Mundial de Esgrima en los años 1953 y 1954.

## Palmarés internacional
| Campeonato Mundial | Campeonato Mundial      | Campeonato Mundial | Campeonato Mundial |
| Año                | Lugar                   | Medalla            | Prueba             |
| ------------------ | ----------------------- | ------------------ | ------------------ |
| 1953               | Bruselas (Bélgica)      | Medalla de plata   | Espada por equipos |
| 1954               | Luxemburgo (Luxemburgo) | Medalla de bronce  | Espada por equipos |